# Phyllanthus salviifolius
Phyllanthus salviifolius är en emblikaväxtart som beskrevs av Carl Sigismund Kunth. Phyllanthus salviifolius ingår i släktet Phyllanthus och familjen emblikaväxter. Inga underarter finns listade i Catalogue of Life.